# Stephen Simpole
Stephen Simpole es un deportista británico que compitió en remo. Ganó cuatro medallas en el Campeonato Mundial de Remo entre los años 1975 y 1980.

## Palmarés internacional
| Campeonato Mundial | Campeonato Mundial       | Campeonato Mundial | Campeonato Mundial      |
| Año                | Lugar                    | Medalla            | Prueba                  |
| ------------------ | ------------------------ | ------------------ | ----------------------- |
| 1975               | Nottingham (Reino Unido) | Medalla de bronce  | Ocho con timonel ligero |
| 1977               | Ámsterdam (Países Bajos) | Medalla de oro     | Ocho con timonel ligero |
| 1978               | Copenhague (Dinamarca)   | Medalla de oro     | Ocho con timonel ligero |
| 1980               | Malinas (Bélgica)        | Medalla de oro     | Ocho con timonel ligero |